# Östra Gäddtjärnen (Malungs socken, Dalarna)
Östra Gäddtjärnen är en sjö i Malung-Sälens kommun i Dalarna och ingår i Göta älvs huvudavrinningsområde.